# Minhang Development Zone

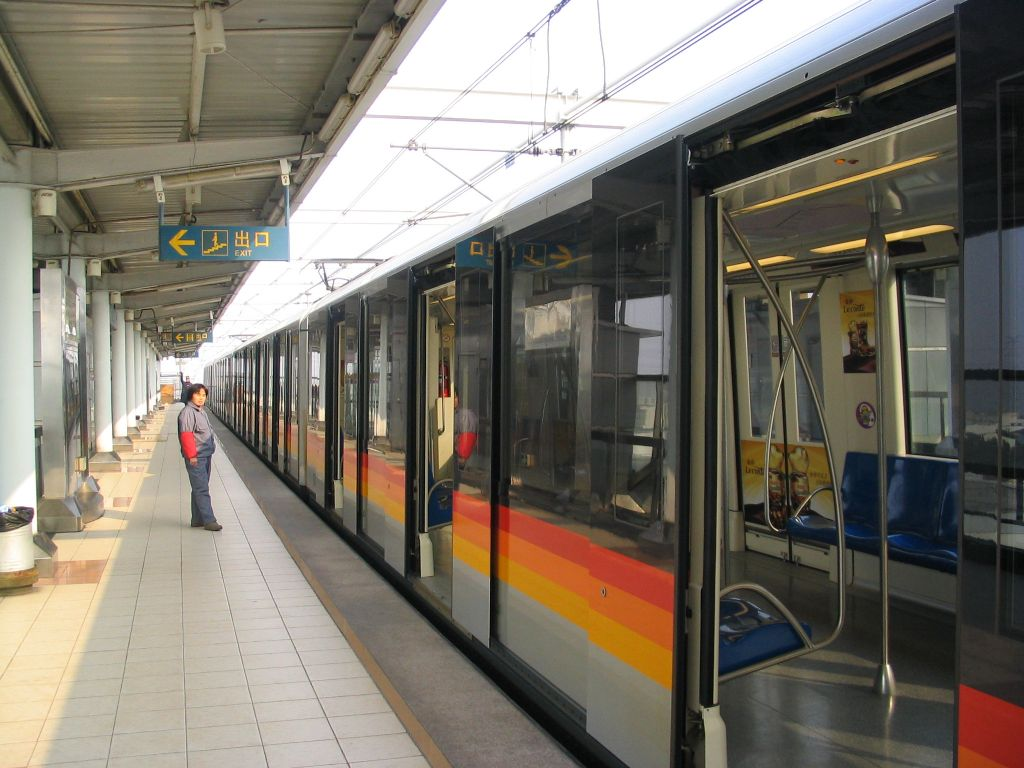
Het perron van het metrostation

Minhang Development Zone is een station van de metro van Shanghai. Het station is het zuidelijke eindpunt van de Xinmin-lijn (5) in de satellietstad Minhang. De zone is zo'n 3,5 km² groot en is gestart in 1986. De ligging is kort bij de buitenste ringweg van Shanghai, wat een snelle verbinding tot de twee vliegvelden garandeert. Door de komst van de metro is het reizen van en naar de binnenstad sterk verbeterd.
In de zone bevinden zich voornamelijk productiebedrijven van mechanica en elektronica en farmaceutische, drank- en entertainmentindustrieën.
Xinzhuang · Chunshen Road · Yindu Road · Zhuanqiao · Beiqiao · Jianchuan Road · Dongchuan Road · Jiangchuan Road · Xidu · Xiaotang · Fengpu Avenue · Huanchengdong Road · Wangyuan Road · Jinhai Lake · Fengxian Xincheng · zijtak: Dongchuan Road · Jinping Road · Huaning Road · Wenjing Road · Minhang Development Zone

Lijnen van de metro van Shanghai: 1 · 2 · 3 · 4 · 5 · 6 · 7 · 8 · 9 · 10 · 11 · 12 · 13 · 14 · 15 · 16 · 17 · 18 · Pujiang Line